# إليزابيث برس
إليزابيث برس (5 أكتوبر 1920 - 30 ديسمبر 2008). عالمة مناعة بريطانية، اشتهرت بعملها مع رودني بورتر لاكتشاف بنية الأجسام المضادة وخصائصها، عملت برس جنباً إلى جنب مع بورتر لمدة 25 عاماً في المعهد القومي للبحوث الطبية، ومستشفى القديسة ماري، ووحدة الكيمياء المناعية التابعة لمجلس البحوث الطبية، ولعبت دوراً رئيسياً في حصوله على جائزة نوبل في الطب لعام 1972.

## النشأة والتعليم
وُلدت إليزابيث برس في 5 أكتوبر 1920 في كروفورد - لندن، وكانت الابنة الوحيدة لسيدني جورج برس مدير شركة الزنك والسباكة في لندن [1]. كانت برس تبلغ من العمر 19 عاماً عندما بدأت الحرب العالمية الثانية فانضمت إلى البحرية الملكية، وبعد الحرب تابعت تعليمها، وحصلت على درجة البكالوريوس في الكيمياء من كلية الملكة ماري في لندن، وعملت أيضاً كباحثة في كلية الطب بمستشفى لندن.

## العمل
التحقت برس بفريق الأبحاث التابع للعالم رودني بورتر في 1 أكتوبر 1955 في المعهد القومي للبحوث الطبية في لندن. وكانت الأبحاث التي شاركت فيها حول بنية الأجسام المضادة مهمة جداً، وأدت لحصول بورتر على جائزة نوبل في الطب والبيولوجيا لعام 1972.
كانت الدراسات حول بنية الأجسام المضادة حلقة مهمة من سلسلة الاكتشافات العلمية التي أدت لاحقاً لتطوير الأجسام المضادة وحيدة النسيلة من قبل سيزار ميلشتاين، والتي تستخدم الآن على نطاق واسع كعلاج لكثير من أنواع السرطان يُعرف بالعلاج المناعي.
وصف العديد من العلماء إليزابيث برس بأنها قامة علمية كبيرة رغم أنها غير مشهورة أو معروفة على نطاق واسع في مجال علم المناعة. وعلى الرغم من أنها حصلت على شهادة البكالوريوس فقط ولكنها أشرفت على أبحاث الدكتوراه للآخرين، بما في ذلك نانسي هوج والتي أصبحت اليوم رائدة أبحاث السرطان في بريطانيا.

## بنية الأجسام المضادة
قدَّمت أعمال برس أول دليل على أن السلاسل الثقيلة للغلوبيولين المناعي تحتوي على مناطق متغيرة مماثلة لتلك التي لوحظت من قبل في السلاسل الخفيفة، وأشار بحثها أيضًا إلى أدلة على وجود عدة جينات مسؤولة عن تركيب السلسلة الثقيلة للغلوبيولين المناعي.